# Ngày Thế giới chống Sa mạc hóa và Hạn hán
Ngày Thế giới chống Sa mạc hóa và Hạn hán, viết tắt là WDCDD (World Day to Combat Desertification and Drought) là ngày 17 tháng 6, được Đại hội đồng Liên Hợp Quốc công bố ngày 30/01/1995 trong Nghị quyết A/RES/49/115.

## Chủ đề các năm
| Năm  | Chủ đề                                                                           |
| ---- | -------------------------------------------------------------------------------- |
| 2015 | Đạt được an ninh lương thực cho tất cả thông qua các hệ thống thực phẩm bền vững |
| 2014 | Đất thuộc về tương lai, hãy để khí hậu thử thách (?)                             |
| 2013 |                                                                                  |
| 2010 |                                                                                  |
| 2009 | Bảo tồn đất và năng lượng = Bảo vệ tương lai chung của chúng ta                  |
| 2008 | Đấu tranh chống suy thoái đất cho nông nghiệp bền vững                           |
| 2007 | Sa mạc hóa và biến đổi khí hậu - Thử thách toàn cầu                              |
| 2006 | Vẻ đẹp của sa mạc - Thách thức của sa mạc hóa                                    |
| 2005 | Phụ nữ và sa mạc hóa                                                             |
| 2004 | Tác động xã hội của sa mạc hóa: Di cư và nghèo                                   |
| 2003 | Năm Quốc tế về Sa mạc và sa mạc hóa (IYDD)                                       |